# A Família Pituxa
A Família Pituxa é uma série de desenhos animados, o qual alcançou enorme visibilidade em Portugal devido às suas transmissões diárias na Rádio e Televisão de Portugal (RTP) em 1971. Foi produzida pela Telecine-Moro.
A transmissão diária na televisão pública portuguesa das películas para adormecer as crianças em horário nobre.

## História
O "separador" de mandar as crianças para a cama começou com "Vamos Dormir" de Artur Correia, Mário Neves e Ricardo Neto.
"A Família Pituxa" é composta pelos meninos João, Joana, Rita, Zé e Pelé, acompanhados pelo cão Pico-Pico e pelo papagaio Seranico. Apareceram pela primeira vez num filme animado que mandava as crianças dormir.
Contou com a animação de Artur Correia. A canção "São Horas Meninos" teve letra de Maria João Duarte e música de Eugénio Pepe.
Foi lançada uma grande linha de produtos relacionados com a "Família Pituxa". Desde cadernos, jogos, loiças, até ao single com a música do filme. O sucesso entre as crianças foi tanto, que foram realizados mais filmes e editados mais três singles, e a banda ainda fez-se à estrada.
Na capa do primeiro single, aparece outra personagem, o Manecas, que não apareceu em mais lado nenhum.
A família pituxa é referida no livro "História da Vida Privada em Portugal", coordenada por José Matoso, e em "Animação Portuguesa Conversas Com", de Ilda Castro, onde aparece referenciada como Família Pitucha na conversa com Artur Correia.

## Discografia
- São Horas Meninos (7", Single) Movieplay SP 140
- O Natal Da Família Pituxa (7", 1972) Movieplay SON 100.023
- São Horas Da Limpeza (7", 1973) Movieplay SP 20 074
- Somos Poupadinhos (7", 1974) Movieplay SP 20 074